# Tugan Sokhiev
Tugan Sokhiev (en russe : Туган Таймуразович Сохиев, Tougan Taïmourazovitch Sokhiev), né le 21 octobre 1977 à Vladikavkaz (Ossétie du Nord), est un chef d'orchestre russe d'origine ossète.

## Biographie
Il effectue ses études musicales au Conservatoire de Saint-Pétersbourg. Élève de Iouri Temirkanov et d'Ilia Moussine, il sort diplômé en 2001, ayant déjà remporté (en 2000) le premier prix du 3e Concours international Prokofiev. Il devient chef principal de l'Orchestre symphonique de Russie et directeur artistique de l'Orchestre philharmonique d'Ossétie du Nord, postes qu'il occupe jusqu'à la fin de la saison 2002-2003. Il a depuis dirigé les plus grands orchestres (Philharmonies de Londres, de Munich, de Stockholm, d'Oslo, Orchestre royal du Concertgebouw (Amsterdam), Metropolitan Opera...).
Ses débuts sont vite remarqués et la critique est tout particulièrement excellente pour les premier et troisième concertos pour piano de Rachmaninov avec Mikhaïl Pletnev, en novembre 2003, et pour L'Amour des trois oranges de Prokofiev au Festival d'Aix-en-Provence, production qu'il redonne au Grand Théâtre de la ville de Luxembourg en 2005 et au Teatro Real de Madrid en 2006.
Sa collaboration avec le Théâtre Mariinsky commence par Le voyage à Reims, de Gioachino Rossini, en décembre 2001. Il y retourne en 2002 et 2003 pour Eugène Onéguine de Tchaïkovski, puis en 2004 pour le même opéra ainsi que Le Coq d'or de Rimski-Korsakov, Iolanta de Tchaïkovski, Samson et Dalila de Saint-Saëns. Il se produit depuis régulièrement avec le Théâtre Mariinsky.
Tugan Sokhiev est également souvent invité à la tête du Philharmonia Orchestra qu'il dirige avec succès pour la première fois en août 2002. Sur la saison 2003-2004, il dirige l'Orchestre national du Capitole de Toulouse, et en avril 2005, il est nommé par la ville de Toulouse premier chef invité et conseiller musical, nomination qu'il honore par une douzaine de concerts avec l'Orchestre du Capitole sur la saison 2005-2006.
Fin juin 2008, Tugan Sokhiev est nommé au poste de directeur musical de l'Orchestre national du Capitole de Toulouse pour une durée initiale de trois ans, prorogée en 2010 jusqu'en 2016, et à nouveau jusqu'en 2019.
De 2012 à 2016, il est chef principal du Deutsches Symphonie-Orchester Berlin. En janvier 2014, il devient directeur musical du Bolchoï, à Moscou.
Tugan Sokhiev annonce le 6 mars 2022 sa démission de ses postes à l'Orchestre national du Capitole de Toulouse et au Bolchoï, alors que le maire de Toulouse lui avait demandé de clarifier sa position face à l'invasion russe de l'Ukraine en 2022.

## Distinctions
- 2016 :  Chevalier de l'ordre national du Mérite[3].